# CORONA (űrprogram)

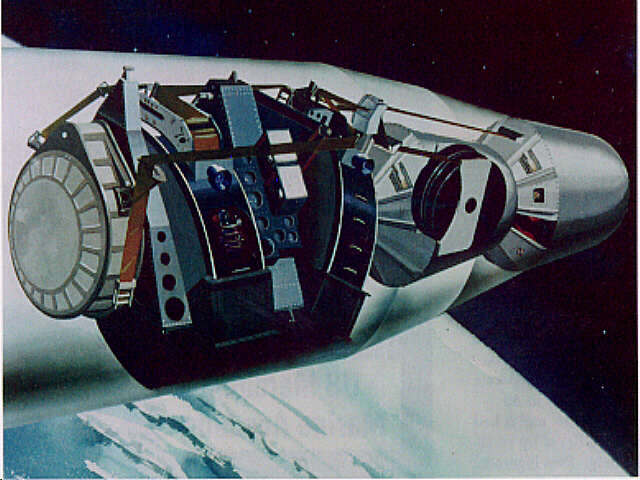
Egy KH–4B Corona műhold

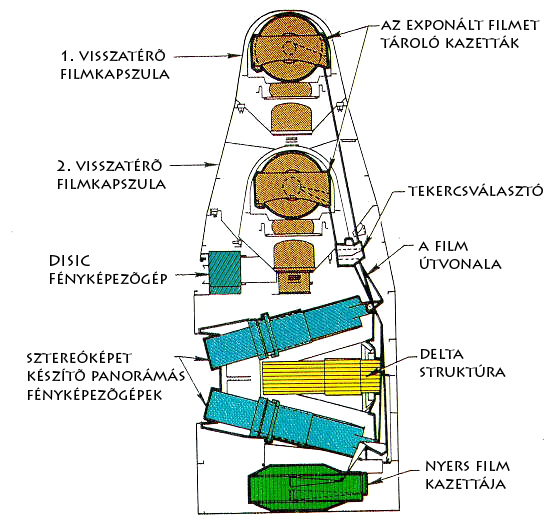
A J-1 rendszerű sztereoszkóp panorámaképeket készítő KH–4A műhold szerkezeti felépítése

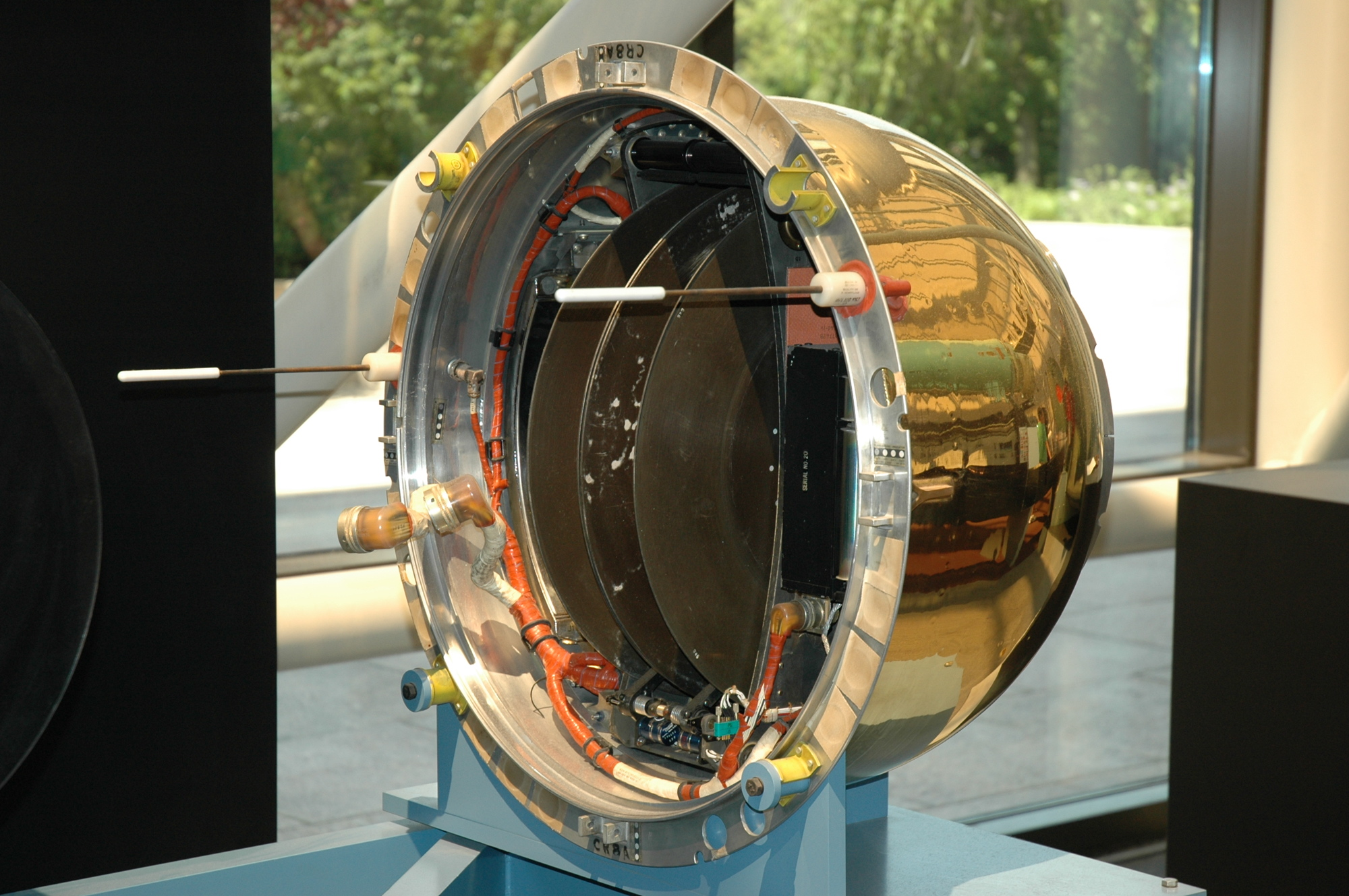
Egy Corona műhold visszatérő kapszulája

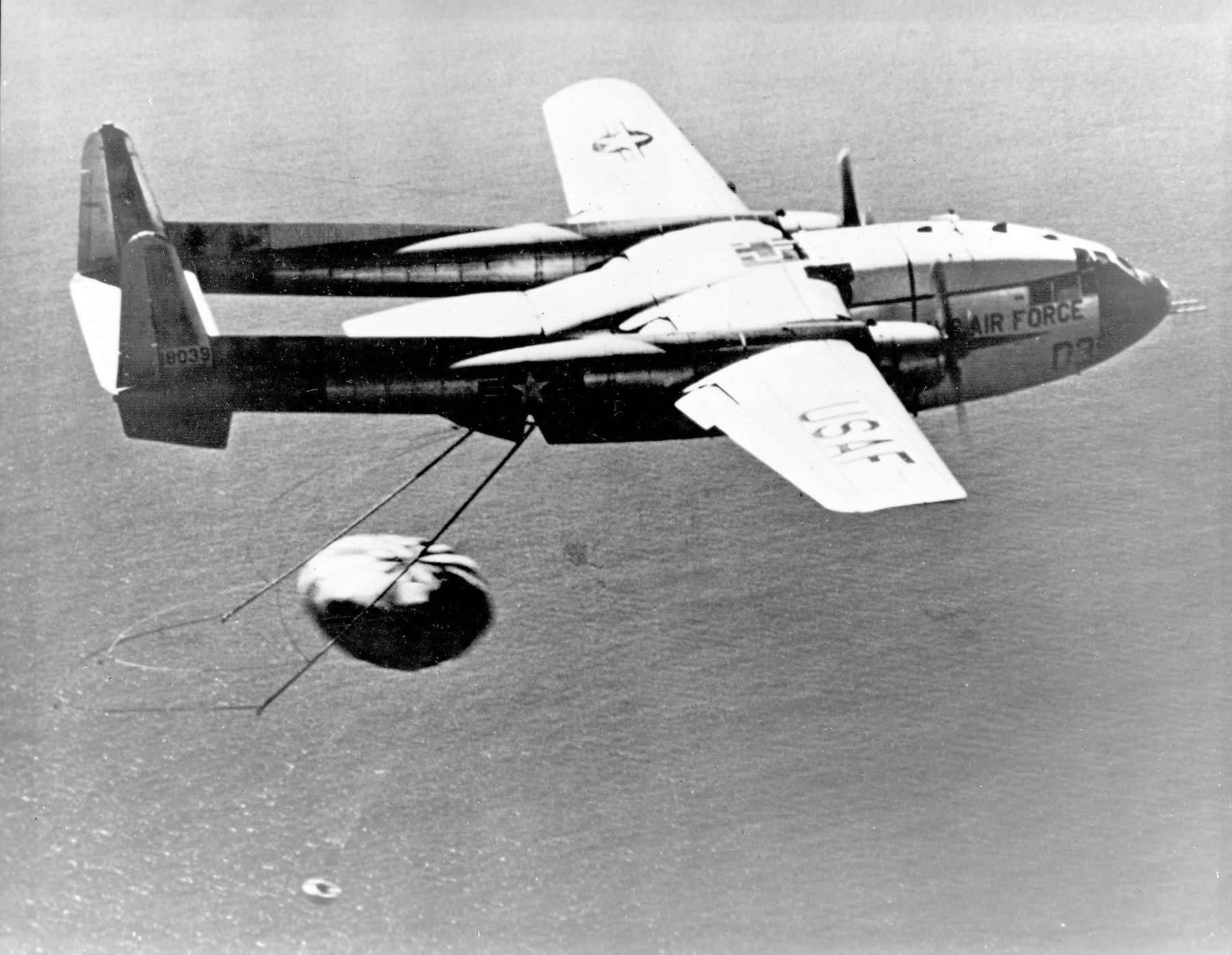
A Corona visszatérő kapszulák ejtőernyőjét egy erre a célra átépített C–119 Flying Boxcar repülőgép fogta el

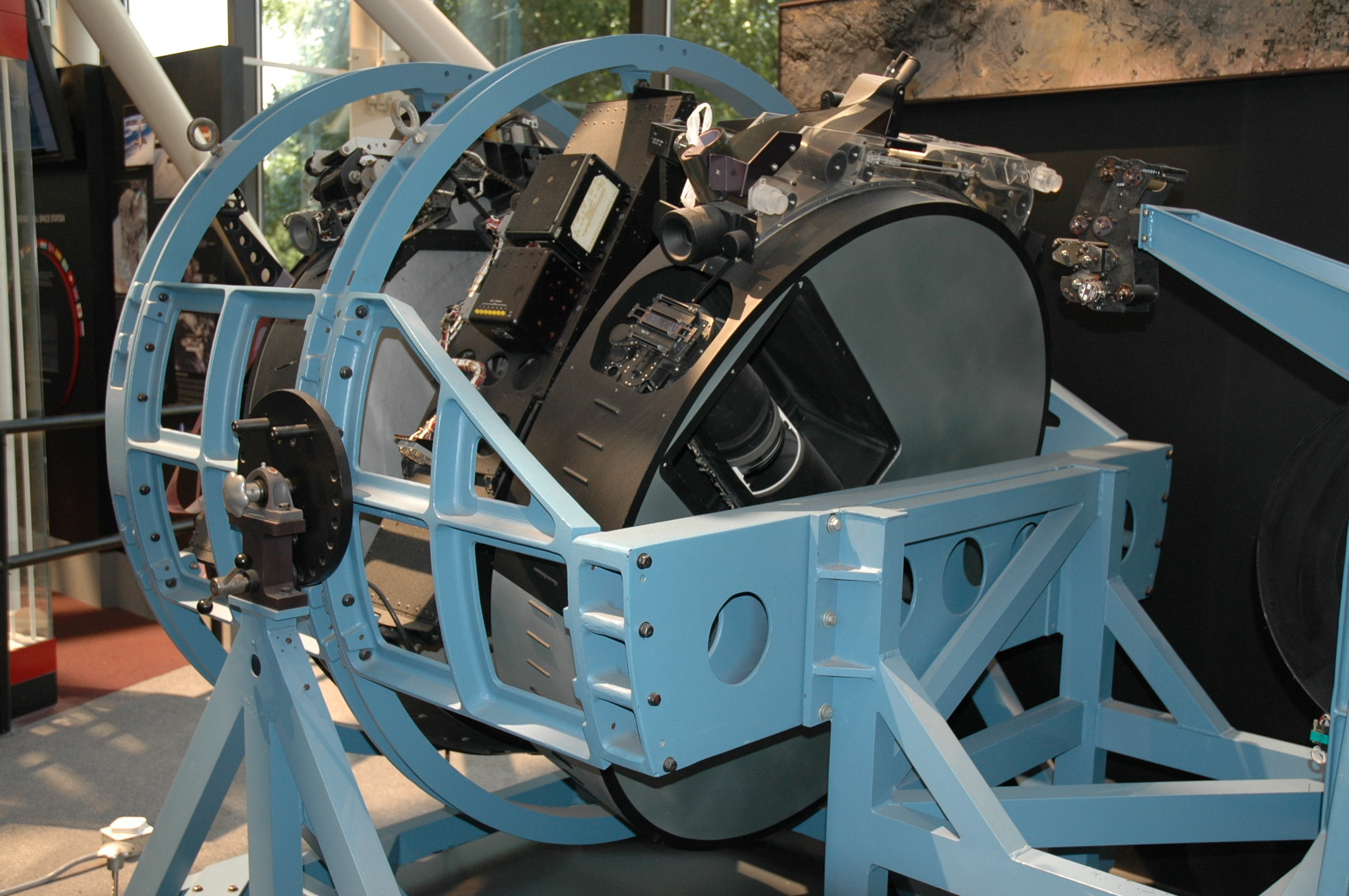
A washingtoni Smithsonian Institution repülési és űrkutatási múzeumában kiállított Corona műhold

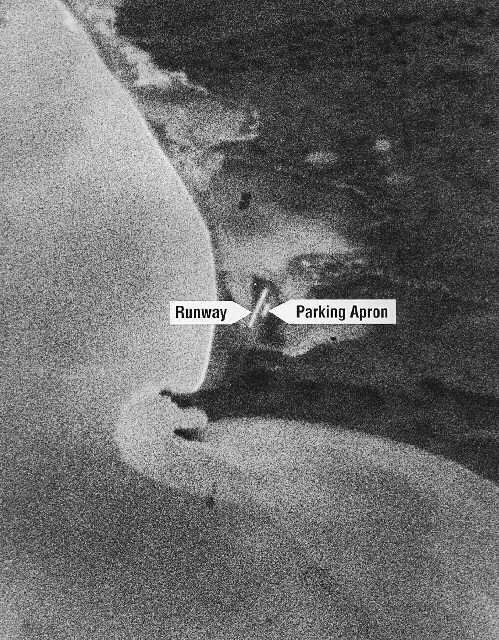
Az első sikeresen visszajuttatott Corona-képet a Discoverer–14 készítette 1960. augusztus 18-án a Csukcs-félszigeten fekvő Misz Smidta (Schmidt-fok) repülőtérről (felirat a képen: „runway” = kifutópálya)

A CORONA amerikai űrprogram volt, amelynek keretében többféle fotófelderítő műholdat fejlesztettek ki és indítottak. A program elsődleges célja a Szovjetunió és Kína katonai infrastruktúrájának és katonai képességeinek a megismerése volt. A programot a CIA Tudományos és Technológiai Igazgatósága működtette az Egyesült Államok Légierejének közreműködésével.
Az 1960 májusában bekövetkezett U–2 incidens további lendületet adott egy pilóta nélküli, űrbe telepíthető, fényképes felderítő rendszer kifejlesztéséhez. A műholdakat a KH–1, KH–2, KH–3, KH–4, KH–4A és KH–4B kódszámokkal látták el, ahol a KH a Key Hole vagy Keyhole ("kulcslyuk") rövidítése volt. Az emelkedő számok a felderítési műszerek változását tükrözik, például amikor a panoráma-fényképezésről átálltak sztereoszkóp panoráma-képekre. A KH elnevezést először 1962-ben használták, a KH–4 előtti rendszereket visszamenőleges jelleggel nevezték el.
A CORONA programot eredetileg a légierő által tervezett WS–117L védelmi célú komplex űrprogram megvalósulásáig átmeneti programnak szánták, azonban 14 évig tartott és a program keretében 145 műholdindítás történt, ebből kb. 120 tekinthető sikeresnek. Az első indításra egy évvel a program kezdete után, 1959 februárjában került sor, míg a CORONA program utolsó műholdját 1972 májusában indították. A program keretében több mint 800 ezer fénykép készült.
A CORONA fedőnév nem betűszó vagy rövidítés, nincs mögöttes jelentése. A program kezdeti dokumentumain dolgozó egyik személy, akinek fedőnevet kellett választania a program számára, az általa használt Smith Corona írógép márkanevéből vette át a CORONA nevet. A program neve nagybetűs, ami abból ered, hogy az amerikai hírszerző közösségben a fedőneveket mindig nagybetűvel írják.

## Technológia
A Corona műholdakban 9600 méter hosszú, 70 mm-es, különlegesen kiképzett filmeket exponált egy 60 cm fókusztávolságú lencse. A program elején a műholdak 165 és 460 km-es magasságban keringtek, ekkor a felbontásuk 7,5 méter volt. Két KH–4 rendszer esetében a felbontást 2,75 és 1,8 méterre javították, többek között kisebb keringési magasság használatával.
A program kezdeti küldetéseit egy sor műszaki probléma nehezítette meg. A visszatért filmen többek között rejtélyes ködfoltokat és fényes csíkokat lehetett megfigyelni, amelyek azonban a következő küldetéseknél már nem jelentek meg. Végül a projektmérnökök és külsős tudósok együtt találták meg a rejtély okát: a fényképezőgép-rendszer gumi részeinél elektrosztatikus kisülések exponálták a film egyes területeit. A megoldás többek között a műhold alkatrészeinek jobb földelésében, illetve az egyes alkatrészek vákuumos tesztelésében rejlett - ezeket az eljárásokat napjainkban is használják amerikai felderítő műholdak esetében.

## Discoverer-program
A korai indításokat a Discoverer-nek nevezett űrprogram mögé rejtették, melynek első tesztindításait 1959 elején végezték el. Az első, fényképezőgép-rendszerrel is ellátott műholdat 1959 júniusában indították fel Discoverer–4 jelzéssel. A 750 kg tömegű műholdat egy Thor–Agena hordozórakéta állította pályára. Az exponált filmet a műhold egy speciálisan kiképzett kapszulában juttatta vissza a légkörbe, ahol egy adott magasságtól ejtőernyővel ereszkedett lejjebb. Az ejtőernyőt egy erre a célra átalakított teherszállító repülőgép fogta be süllyedés közben és csévélte be a rakterébe. A kapszulát úgy tervezték, hogy sikertelen ejtőernyős elfogás esetén egy ideig még lebegjen a tenger felszínén, majd süllyedjen el.
Az első ilyen visszatérő kapszula a Discoverer 13 repülésből származik, amelyet 1960. augusztus 10-én indítottak, és a visszatérő kapszulát másnap sikeresen visszaszerezték. Ez volt egyben az első eset, amikor egy földön kívüli pályáról visszatérő tárgyat sikeresen megszereztek. A Szputnyik–5-öt 1960. augusztus 19-én indították, egy nappal a Discoverer–14 után. A Szputnyik–5 két nappal később Belka és Sztrelka kutyákkal sikeresen visszatért a földre.
A Corona visszatérő filmkapszuláit később a KH–7 típusú műholdnál is felhasználták, amely nagyobb felbontású képeket készített.
A Discoverer fedőprogram alatti utolsó indításra 1962. február 26-án, Discoverer 38 néven került sor. A kapszulát a Föld 65. megkerülése után sikerült visszatéríteni és befogni – ez volt a 13. sikeres kapszula-elfogás, és a kilencedik, amelyet a levegőben, repülőgéppel hajtottak végre. Az utolsó Corona indításra 1972. május 25-én került sor. A legsikeresebb Corona-indítások 1966 és 1971 között voltak, amikor 32 egymást követő esetben járt az indítás és a film visszaszerzése is sikerrel.
A Corona filmkapszulájának alternatívájaként dolgozták ki a Samos műholdrendszert, amely számos módszert próbált ki a film űrbéli előhívására, beszkennelésére majd földre való elektronikus továbbítására. A Samos E–1 és E–2 műholdak esetében nem sikerült túl sok fényképet előhívni és továbbítani. Egyes későbbi Samos-műholdak, például az E–5 és az E–6, már filmkapszulás megoldással is próbálkoztak, de ezek sem jártak sikerrel.

## Műholdtípusok
Forrás: USGS
| Időszak                    | Kód   | Név                         | Felbontás | Megjegyzések | Küldetések               |
| -------------------------- | ----- | --------------------------- | --------- | --- | ------------------------ |
| 1959. jún. – 1960. szept.  | KH–1  | "Corona", C                 | 7,5 m     | Az első amerikai fotofelderítő műhold. Mindegyik műholdon egy panoramikus fényképezőgép és egy visszatérő kapszula volt. | 10 indítás; 1 eredmény.  |
| 1960. okt. – 1961. okt.    | KH–2  | Corona′, C′,(C-prím)        | 7,5 m     | Egy panoramikus fényképezőgép és egy visszatérő kapszula                                                                 | 7 indítás; 4 eredmény.   |
| 1961. aug. – 1962. jan.    | KH–3  | Corona‴, C‴,(C-tripla-prím) | 7,5 m     | Egy panoramikus fényképezőgép és egy visszatérő kapszula                                                                 | 9 indítás; 5 eredmény.   |
| 1962. feb - 1963. dec.     | KH–4  | Corona-M, Mural             | 7,5 m     | Kettő, sztereoszkóp panoramikus fényképezőgép és egy visszatérő kapszula                                                 | 26 indítás; 20 eredmény. |
| 1963. aug - 1969. okt.     | KH–4A | Corona J-1                  | 2,75 m    | Kettő, sztereoszkóp panoramikus fényképezőgép és kettő visszatérő kapszula. Nagy mennyiségű fénykép készült              | 52 indítás; 94 eredmény. |
| 1967. szept. - 1972. máj.  | KH–4B | Corona J-3                  | 1,8 m     | Kettő, sztereoszkóp panoramikus fényképezőgép és kettő visszatérő kapszula.                                              | 17 indítás; 32 eredmény. |
| 1961 feb. - 1964. aug.     | KH–5  | Argon                       | 140 m     | Alacsony felbontású képek térképészeti célra. Egy darab fényképezőgép                                                    | 12 indítás; 5 eredmény.  |
| 1963. márc. - 1963. július | KH–6  | Lanyard                     | 1,8 m     | Kísérleti fényképezőgép, rövid életű program                                                                             | 3 indítás; 2 eredmény.   |

## Titkosítás alóli feloldás
A Corona 1992-ig hivatalosan titkosnak számított. 1995. február 22-én a Corona, valamint két akkori másik műholdprogram, a KH–5 Argon és a KH–6 Lanyard képeit feloldották a titkosítás alól.  A feloldási parancs a "Coronától eltérő, mára már elavult, széles látókörű, filmkapszulás visszatérő egységes rendszerek"-re is vonatkozott, ezért 2002-ben a KH–7 és a KH–9 alacsony-felbontású fényképezőgép-rendszerek által készített képeket is feloldották a titkosítás alól.
Az immáron szabad képeket többek között az ausztrál nemzeti egyetem tudósai használják észak-szíriai romvárosok, lakóhelyek és temetők tanulmányozására

## Külső hivatkozások
- A US Geological Survey műholdas képkereső oldala (angolul)
- A National Reconnaissance Office Corona oldala (angolul)
- GlobalSecurity.org: fényképes kémműholdak (angolul)
- A Point in Time, egyórás CIA film a programról (angolul)
- Titkosítás alól feloldott katonai filmek a Corona-programról (angolul)